# Ludwig Niederstetter
Ludwig von Niederstetter (1788-1846) pruski dyplomata i urzędnik.
Był szefem rejencji w Szczecinie.
W latach 1825–1830 był pruskim Chargé d’affaires w USA. 1 maja 1828 roku podpisał z Amerykanami traktat handlowy (Fryderyk Wilhelm III Hohenzollern ratyfikował go w 1829 roku) - trzecia ważną umowę między USA i Prusami po traktacie o przyjaźni z 1785 roku i traktacie o handlu z 1799 roku.